# Hyloniscus beckeri
Hyloniscus beckeri is een pissebed uit de familie Trichoniscidae. De wetenschappelijke naam van de soort is voor het eerst geldig gepubliceerd in 1939 door Herold.